# 帕米爾人種
帕米爾人種（英語：Pamirid race），亦称帕米尔-费尔干纳人种（英語：Pamir-Fergana race），是高加索人種中分支，分布在阿富汗，帕米爾高原至費爾干納。這是蘇聯時代形容中亞一個人種類型的概念。
他們短頭，闊面、深色眼球與浅膚色、狹窄的凸出的鼻子。该人种主要代表为普什圖人、平地塔吉克人與维吾尔人、烏兹别克人、部分哈萨克人、阿富汗人、汉人、安纳托利亚及邻近地区诸民族，甚至是匈牙利人中也有分布。
根據蘇聯說法，他們是由安德羅諾沃文化人群與雅利安人種中的地中海人種融合而成。薩爾馬特人也是這人種類型。

## 分类
19世纪末，此人种最具代表性的族群为西帕米尔地区的人口，被人类学家认为是阿尔卑斯人种的东部分支。但到了20世纪初，出现了新的分类，将这一人种类型区分为一个独立的人种，与亚美尼亚人种、第拿里人种和阿尔卑斯人种并列。20世纪20至30年代，苏联的中亚地区人种研究人员加入了此类理论。

## 起源
亚布隆斯基（L. T. Yablonski）认为，在公元前一千年末期，由于在多种人类学成分之间经过几个世纪的混合过程，尤其是在亚形态、高头型欧罗巴人种后裔和中短头颅、中型体型、面部骨骼略为扁平的欧罗巴人种后裔之间的混合，为帕米尔-费尔干纳人种平原类型奠定了基础。